# 모노블록 (의자)
모노블록 의자는 가벼운 적층형 폴리프로필렌 의자로, 일반적으로 하양색이며 세계에서 가장 흔한 플라스틱 의자로 묘사되곤 한다. 이 이름은 "하나"를 의미하는 모노-와 "블록"을 의미하는 블록에서 유래했으며, 단일 조각으로 주조된 물체를 뜻한다.

## 역사
캐나다의 더글러스 C. 심슨이 1946년에 설계한 일체형 플라스틱 의자의 변형 모델은 1970년대에 알리베르 그룹과 그로스필렉스 그룹에서 생산에 들어갔다. 다른 자료에서는 프랑스 엔지니어인 앙리 마소네가 1972년에 개발한 "포퇴유 300"(Fauteuil 300)을 모노블록의 발명가로 꼽는다. 이 의자들은 1965년 조 콜롬보가 디자인한 체어 유니버설 4867에서 영감을 받았지만, 모노블록 의자 디자인에 대한 특허는 출원되지 않았다. 이후 전 세계적으로 수백만 개가 제조되었다.

## 생산 및 용도
모노블록 의자는 여러 조각을 조립하는 대신 열가소성 플라스틱으로 한 조각으로 사출성형되어 만들어졌기 때문에 그렇게 이름 붙여졌다. 다양한 변형과 스타일이 존재하지만, 모두 사출성형을 통해 빠르고 저렴하게 의자를 만들 수 있도록 설계되었다. 일반적으로 사용되는 재료는 열가소성 플라스틱폴리프로필렌이며, 알갱이를 약 220 °C (428 °F)로 가열한 후 생성된 용융물을 금형에 주입한다. 금형의 게이트는 보통 좌석에 위치하여 도구의 모든 부분으로 용융 플라스틱이 부드럽게 흐르도록 보장한다.
유럽에서 거의 10억 개의 모노블록 의자가 판매되었으며, 2004년에는 한 이탈리아 제조업체가 연간 천만 개 이상을 생산했다. 2011년에는 이 의자들의 생산 비용이 약 3.50달러로, 전 세계적으로 수십억 개가 보급될 만큼 저렴하고 보편적이었다. 수많은 변형 모델이 존재한다. 가볍고 쌓을 수 있는 디자인 덕분에 대규모 모임에서도 배포와 보관이 용이하다. 한 현대 디자인은 표준 모델의 절반인 2.7 kg (6.0 lb)의 무게로, 24개까지 쌓을 수 있다. 또한 좌석과 등받이에 빗물과 바람이 통과하는 틈새, 사용자가 넘어지지 않도록 넓은 바닥, 그리고 단순한 실용성과 교체 가능성 등의 특징 덕분에 기업 및 개인 야외용으로도 널리 사용된다.

## 사회적 인식
모노블록 의자는 논란이 많은 가구였다. 사회 이론가에단 주커만을 포함한 많은 사람들은 이 의자가 전 세계적으로 보편성을 확보했다고 묘사했다. 이러한 특성은 긍정적 측면과 부정적 측면 모두로 비춰졌는데, 어떤 이들은 이 의자의 동질성을 "불안정하고" "세계화의 진정한 악"으로 간주했지만, 다른 이들은 이를 "세계에서 가장 완벽하게 디자인된 물건" 중 하나라고 불렀다.
이 의자는 많은 유머러스한 편집의 대상이 되었으며, 많은 인터넷 밈에 사용되었다. 가장 인기 있는 밈은 데빌 메이 크라이 5의 모드 공유 사이트 NexusMods에서 버질의 왕좌를 모노블록 플라스틱 의자로 교체하는 모델 스왑 모드가 유명하다.
모노블록 플라스틱 의자는 바젤시의 도시 경관을 보존하기 위해 2008년부터 2017년까지 공공장소에서 금지되었다.

## 갤러리

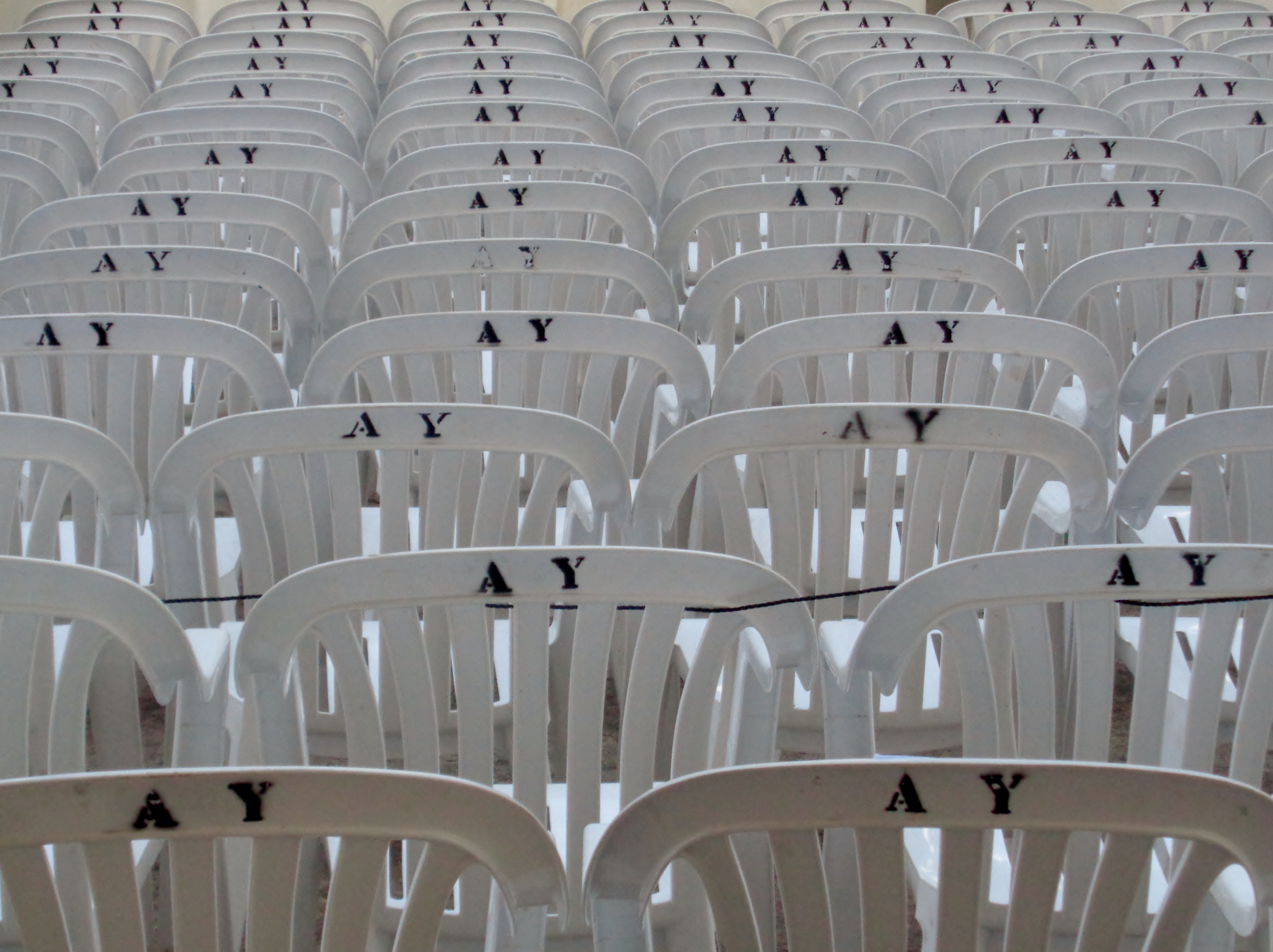
대량 모노블록
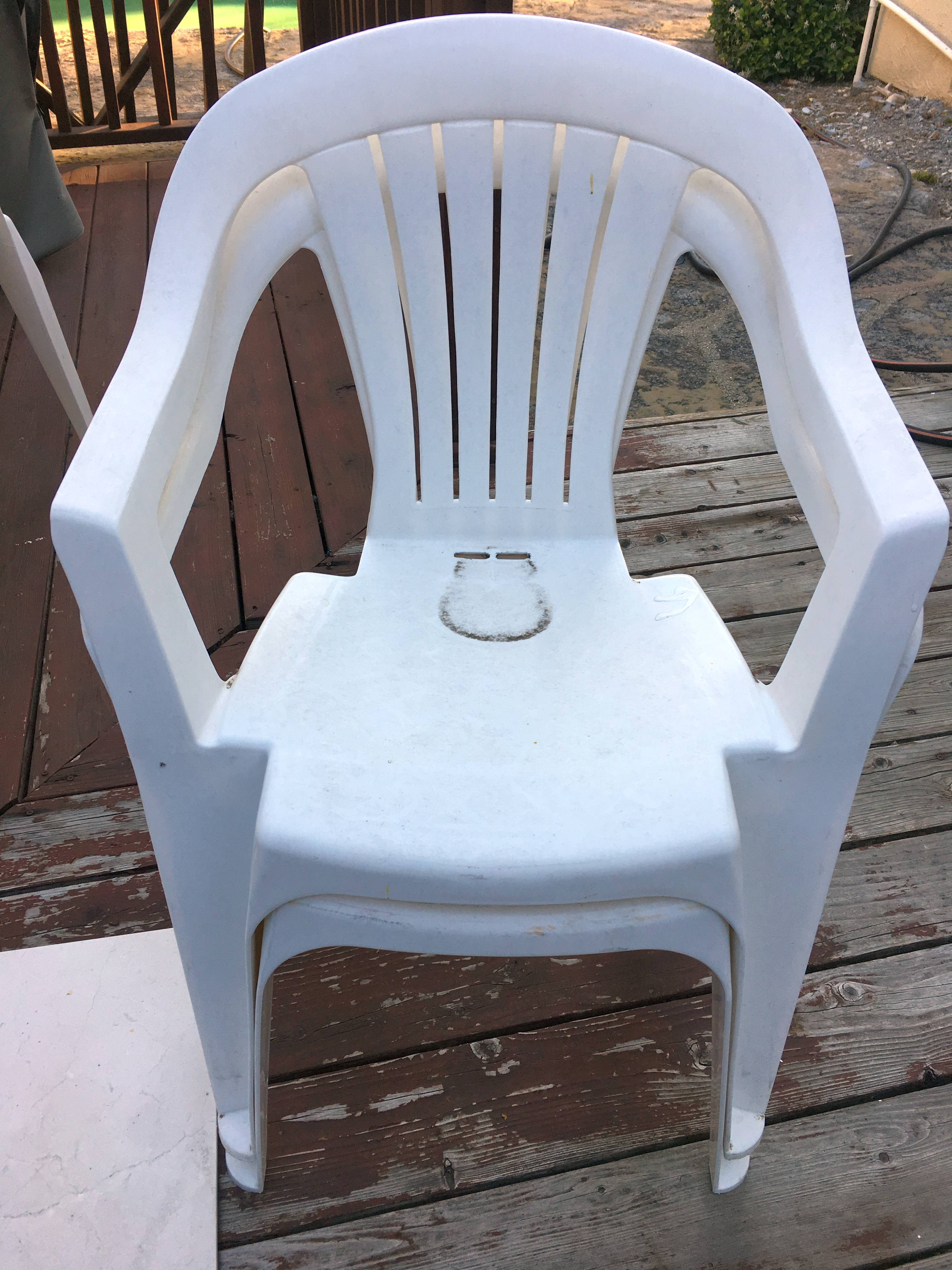
쌓여 있는 모노블록
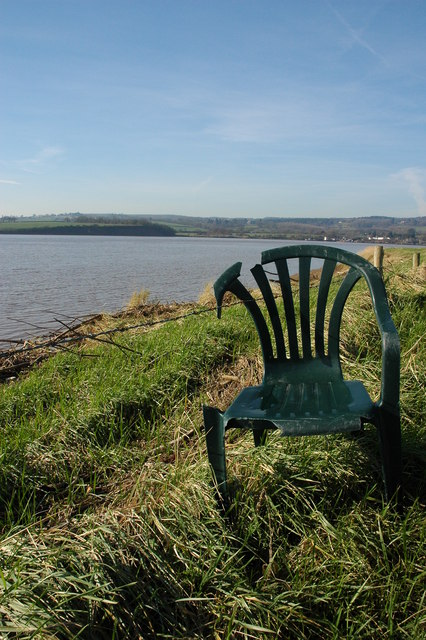
이전 부유물로